# Drepanephora africana
Drepanephora africana är en tvåvingeart som först beskrevs av Charles Howard Curran 1938.  Drepanephora africana ingår i släktet Drepanephora och familjen lövflugor. Inga underarter finns listade i Catalogue of Life.